# Наксос (град)
Наксос (гр:Νάξος, ен:Naxos) град је у средишњој Грчкој и седиште истоименог округа Наксос, као и највеће насеље истоименог острва Наксос, у периферији Јужни Егеј.

## Географија
Наксос се налази у средишњем делу грчке државе. Град је смештен на западној обали острва Наксос, у омањем заливу. Источно од се простире низијски део острва, који се даље ка истоку издиже у острвско горје.
Клима у Наксосу је средоземна, са жарким и дугим летима и благим и кишовитим зимама.

## Историја
Погледати: Наксос

## Становништво
| 1991. | 2001.  |
| ----- | ------ |
| 9.824 | 12.089 |

Данашњи град Наксос има око 6.700 становника (1/3 острвског становништва), а са околином око 12.000. Последњих година број становника расте.
Становници Наксоса су махом етнички Грци, од којих су већина православци, а мањина римокатолици (посебност Киклада, који су дуго били под Млецима). Лети се број становника значајно увећа доласком туриста, било домаћих или страних.

## Знаменитости града
Наксос је типичан средоземни градић уских улица, са тргом и неколико цркава. Месна архитектура је мешавина локалних утицаја и запада, па се на кућама мешају егејски и класични елементи. Град има неколико музеја.

## Галерија
- "Портара“ - античке вратнице града
- Саборна црква Наксоса
- Градска кућа
- Градско приобаље